# Brigitte Große
Brigitte Große (* 21. února 1957, Vídeň) je rakouská překladatelka.

## Životopis
Studovala filozofii, hudební vědu, sociologii a psychologii ve Vídni a Hamburku. Následně pracovala jako redaktorka. Nyní žije v Hamburku.
Překládá narativní a esejistické texty z francouzštiny a z angličtiny. Roku 1994 získala Hamburger Förderpreises für Literatur und Literarische Übersetzungen.

## Překlady
- Éliette Abécassisová: Ein freudiges Ereignis, München 2007
- Éliette Abécassis: Die Jesus-Verschwörung, Hamburg 1997
- Nelly Arcan: Hörig, Berlin 2005
- Michka Assayas: Zu wahr um schön zu sein, Köln 2004
- Jean Baudrillard: Die Gewalt der Bilder, Der Geist des Terrorismus, Wien 2002
- François Bégaudeau: Der Tag, an dem Mick Jagger starb, Hamburg 2008
- François Bégaudeau: Die Klasse, Frankfurt, M. 2008 (spolupřekladatel Katja Buchholz)
- Frédéric Beigbeder: Ferien im Koma, Reinbek bei Hamburg 2002
- Frédéric Beigbeder: Ein französischer Roman, München [u.a.] 2010
- Frédéric Beigbeder: Die Liebe währt drei Jahre, Reinbek bei Hamburg 2003
- Frédéric Beigbeder: Memoiren eines Sohnes aus schlechtem Hause, Reinbek bei Hamburg 2001
- Frédéric Beigbeder: Neununddreißig neunzig, Reinbek bei Hamburg 2001
- Frédéric Beigbeder: Der romantische Egoist, Berlin 2006
- Frédéric Beigbeder: Windows on the world, München 2004
- Caroline Walker Bynum: Fragmentierung und Erlösung, Frankfurt am Main 1996
- Sorj Chalandon: Die Legende unserer Väter, München 2012
- Sorj Chalandon: Rückkehr nach Killybegs, München 2013
- André Comte-Sponville: Woran glaubt ein Atheist?, Zürich 2008
- Guy Corneau: Kann denn Liebe glücklich sein?, Berlin 1999
- Jean-Pierre Davidts: Der kleine Prinz kehrt zurück, Hamburg 1998
- Ouzi Dekel: Intifada, München 2002
- Marie Desplechin: Bis später, Prinzessin, Reinbek bei Hamburg 2000
- Fatou Diome: Der Bauch des Ozeans, Zürich 2004
- Fatou Diome: Ketala, Zürich 2007
- Hélène Duffau: Schrei!, Frankfurt am Main 2005
- Olivier Föllmi: Lateinamerika, München 2007 (spolupřekladatel Andrea Alvermann)
- Georges-Arthur Goldschmidt: Als Freud das Meer sah, Zürich 1999
- Georges-Arthur Goldschmidt: Die Faust im Mund, Zürich 2008
- Georges-Arthur Goldschmidt: Freud wartet auf das Wort, Zürich 2006
- Georges-Arthur Goldschmidt: In Gegenwart des abwesenden Gottes, Zürich 2003
- Georges-Arthur Goldschmidt: Meistens wohnt der den man sucht nebenan, Frankfurt, M. 2010
- Jacqueline Harpman: Die Frau, die die Männer nicht kannte, Hamburg 1998
- Jacqueline Harpman: Orlanda, Hamburg 2000
- Linda Lê: Die drei Parzen, Zürich 2002
- Linda Lê: Irre Reden, Zürich 1998
- Linda Lê: Toter Buchstabe, Zürich 2005
- Jean-Philippe Mégnin: Die Patientin, hra WDR 2013
- George Michael: Haargeheimnisse, Weil der Stadt 1993
- Amélie Nothombová: Biographie des Hungers, Zürich 2009
- Amélie Nothomb: Blaubart, Zürich 2014 WDR 2013
- Amélie Nothomb: Böses Mädchen, Zürich 2005
- Amélie Nothomb: Der japanische Verlobte, Zürich 2010
- Amélie Nothomb: Kosmetik des Bösen, Zürich 2004
- Amélie Nothomb: Reality-Show, Zürich 2007
- Amélie Nothomb: So etwas wie ein Leben, Zürich 2013
- Amélie Nothomb: Den Vater töten, Zürich 2012
- Amélie Nothomb: Winterreise, Zürich 2011
- Wilfried N’Sondé: Das Herz der Leopardenkinder, München 2008
- Paul Pitous: Mon cher Albert. Ein Brief an Albert Camus, Arche Verlag, Zürich 2014
- Jean-Christophe Rufin: 100 Stunden, Frankfurt, M. 2008 (spolupřekladatel Claudia Steinitz)
- Fabienne Rousso-Lenoir: Cabaret-Berlin: Die wilde Bühne 1919-1933, Arte, 2009
- Gonzague Saint Bris: Russische Musen, Hamburg 1996
- Éric-Emmanuel Schmitt: Das Evangelium nach Pilatus, Zürich 2005
- Nina Sutton: Bruno Bettelheim, Hamburg 1996
- Kim Thúy: Der Geschmack der Sehnsucht, München 2014 (spolupřekladatel Andrea Alvermann)
- Kim Thúy: Der Klang der Fremde, München 2010 (spolupřekladatel Andrea Alvermann)
- Émilie de Turckheim: Im schönen Monat Mai, Berlin 2012
- Paul Valéry: Rede über die Ästhetik (1937), Trivium 6/2010
- Cécile Wajsbrot: Die Köpfe der Hydra, Berlin 2012
- Elie Wiesel: Alle Flüsse fließen ins Meer, Hamburg 1995 (spolupřekladatel Holger Fock a Sabine Müller)